# Thames Valley (circonscription du Parlement européen)
Thames Valley était une circonscription du Parlement européen crée pour l'élection du Parlement européen de 1979 et a cessé d'exister en 1999, en raison de changement dans le mode de scrutin.
Avant l’adoption uniforme de la représentation proportionnelle en 1999, le Royaume-Uni utilisait le système uninominal à un tour pour les élections européennes en Angleterre, en Écosse et au pays de Galles. Les conscriptions du Parlement européen utilisées dans ce système étaient plus petites que les circonscriptions régionales les plus récentes et ne comptaient chacune qu'un seul membre au Parlement européen.

## Limites
1979-1984: Beaconsfield; Chesham and Amersham; Eton et Slough; Spelthorne; Windsor and Maidenhead; Wokingham; Wycombe.
1984-1999: East Berkshire; Reading East; Reading West; Slough; Spelthorne; Windsor and Maidenhead; Wokingham.

## Membre du Parlement européen
| Élection                    | Élection | Portrait | Membre       | Parti        |
| --------------------------- | -------- | -------- | ------------ | ------------ |
|                             | 1979     |          | Barone Elles | Conservateur |
|                             | 1989     |          | John Stevens | Conservateur |
| 1999 circonscription abolie |          |          |              |              |